# Леонард Герле
Леонард Герле (нар. дата народження невідома — пом. 1572) — львівський ливарник XVI століття, батько ливарника Мельхіора Герле.
Прибув до Львова з Нюрнберга у 1542 році. Виливав дзвони і гармати. З його праць відома гармата 1556 (Львівський історичний музей). Упродовж 1570—1571 років вилив гармати: «Прозерпіна», «Олень», «Орел» (крім герба Львова, на ній зображено чорногуза з вужем у лапі, орла на гілці, квадригу з воїнами та девіз; Музей Війська Польського). Виготовляв гармати для Львівсько міського арсеналу, для Кам'янець-Подільського замку. Візерунки на його гарматах мають ренесансний характер.